# Antonino D'Antona
Antonino D'Antona (Riesi, 18 dicembre 1842 – Napoli, 21 dicembre 1913) è stato un medico e politico italiano, educatore e senatore del Regno d'Italia.

## Biografia
Si iscrisse all'Università di Palermo, dove completò i suoi studi classici. Successivamente, si trasferì a Napoli per studiare medicina con tre eminenti maestri della scuola napoletana: Antonio Cardarelli, Carlo Gallozzi e Otto von Schrön, laureandosi nel 1866. Dopo la laurea, approfondì la sua formazione nei centri medici più prestigiosi d'Europa, apprendendo da chirurghi specialisti di fama internazionale come il Billroth a Vienna, il Thiersch a Lipsia, il Langenbeck a Berlino, Spencer a Londra, Joseph Lister a Edimburgo. Tornato a Napoli all'età di 27 anni, ricevette nel 1872 la nomina di preparatore di medicina operatoria presso la clinica chirurgica, mantenendo il ruolo fino al 1880. D'Antona fu tra i pionieri in Italia nell'introduzione e diffusione dell'antisepsi. Chirurgo eclettico, si dedicò in particolare alla chirurgia del sistema nervoso, ideando un metodo per determinare la topografia cranio-encefalica. La sua reputazione si estese oltre i confini nazionali, venendo chiamato a eseguire interventi chirurgici complessi in Grecia, Inghilterra ed Egitto. Spencer Watson, un noto chirurgo inglese, lo descrisse a Londra come «il più grande clinico europeo». Un aneddoto famoso relativo alla sua carriera racconta che, il 1º novembre 1869, D'Antona fu chiamato d'urgenza al palazzo reale per assistere la principessa Margherita di Savoia, che era in travaglio da diverse ore. Dopo un attento esame della situazione, decise di attuare un metodo insolito: sparò un colpo di pistola in aria, spaventando la principessa e inducendo contrazioni efficaci. Poco dopo, nacque il suo bambino, il futuro Vittorio Emanuele III, mentre i cannoni di Forte Sant'Elmo segnavano l'evento. Nel 1884 viene nominato ordinario di propedeutica e patologia speciale chirurgica, scrivendo una monografia apprezzata sull'Infiammazione. Le sue relazioni nei congressi nazionali e internazionali contribuirono significativamente al progresso della chirurgia. Nel 1902 successe al professore Gallozzi nella Cattedra di clinica chirurgica e diventò uno dei soci fondatori della Società Italiana di Chirurgia. Durante il trentesimo anno del suo insegnamento, si inaugurò un busto bronzeo in suo onore nell'aula della clinica chirurgica dell'Università di Napoli. Nel 1896 ricevette la nomina a senatore del Regno d'Italia. La sua morte, avvenuta nel 1913 all'età di 71 anni, suscitò grande cordoglio in tutto il paese. Una delle esperienze più dolorose della sua vita fu la denuncia per omicidio colposo, accusato di avere dimenticato un corpo estraneo, "una pezza", nell'addome di un paziente con neoplasia epatica sottoposto a laparotomia. Il primo processo, celebrato davanti all'Alta Corte di Giustizia, si conclude a favore di D'Antona per insufficienza di prove. In un secondo processo, procuratosi un intenso seguito mediatico, la parte civile abbandonò l'accusa, portando all'assoluzione del professore "per non aver commesso il reato". D'Antona si rivelò un vero maestro, creando una fiorente scuola di chirurgia con allievi significativi: Gaspare D'Urso, che diventò professore a Messina; Giuseppe Muscatello, clinico chirurgo a Catania; Ernesto Tricomi, allievo del Durante che insegnò a Palermo; e Antonino Turretta, primario dell'Ospedale "Sant'Antonio" di Trapani.

## Opere principali
- Della infiammazione, 1ª ed., Napoli, 1876.
- Saggi di chirurgia addominale. Trenta laparatomie, Napoli, 1883.
- La nuova chirurgia del sistema nervoso centrale, Napoli, 1893-1894.